# Raymond II av Toulouse
Raymond II av Toulouse, död 924, var regerande greve av Toulouse mellan 918 och 924.